# Orlat
Orlat is een Roemeense gemeente in het district Sibiu.

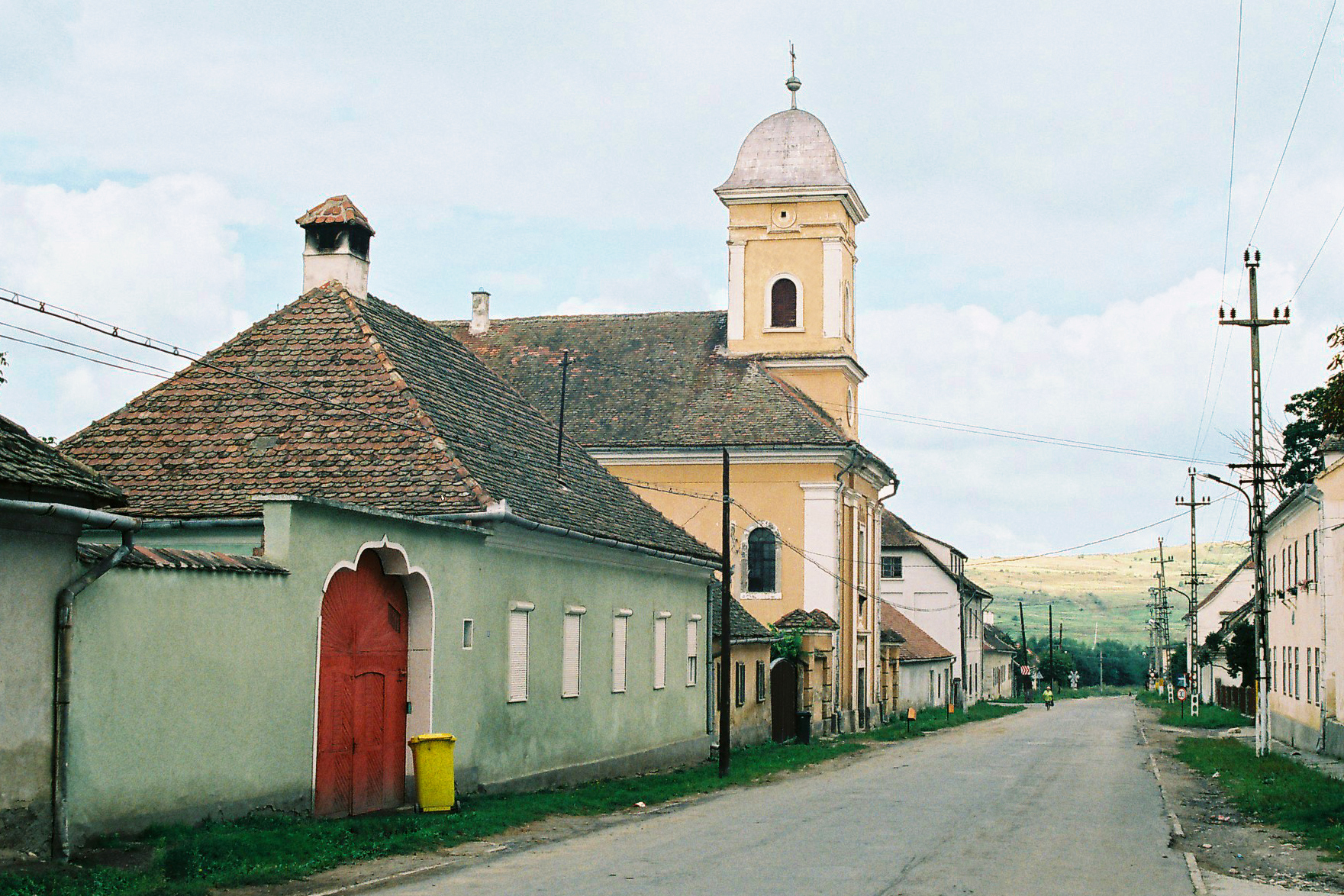
Orlat

Orlat telt 3153 inwoners.